# Newcastle Corinthians League
De Newcastle Corinthians League is een Engelse regionale voetbalcompetitie in de omgeving van Newcastle-upon-Tyne.  Er zijn 2 divisies waarvan de hoogste zich bevindt op het 14de niveau in de Engelse voetbalpiramide. De kampioen kan promoveren naar de Northern Football Alliance. 